# Cauchyho úloha
Jako Cauchyho úloha se označuje problém nalezení řešení pro diferenciální rovnici při daných počátečních podmínkách. Přesněji:
Nechť {\displaystyle y^{(n)}(x)=F(x,y,y',y'',\ldots ,y^{(n-1)})} je obyčejná diferenciální rovnice n-tého řádu v normálním tvaru. Dále nechť {\displaystyle \mathbf {x} \equiv (x_{0},y_{0},y_{1},y_{2},\ldots ,y_{n-1})} je jistý, pevně zadaný, bod definičního oboru zobrazení F, tj. {\displaystyle \mathbf {x} \in D_{F}}. Nakonec mějme v tomto bodě zadány počáteční podmínky
{\displaystyle y(x_{0})=y_{0},\quad y'(x_{0})=y_{1},\quad y''(x_{0})=y_{2},\quad y^{(n-1)}(x_{0})=y_{n-1}.}
Úloha nalezení řešení pro výše uvedenou diferenciální rovnici a zadané počáteční podmínky se nazývá Cauchyho úloha.
Pojmenována je po francouzském matematikovi A. L. Cauchym.